# 諾因福恩
諾因福恩是瑞士的城鎮，位於該國東北部，由圖爾高州負責管轄，面積11.36平方公里，海拔高度460米，2012年人口953，七成半人口信奉基督教，人口密度每平方公里84人。